# 페터 알트마이어 (1958년)

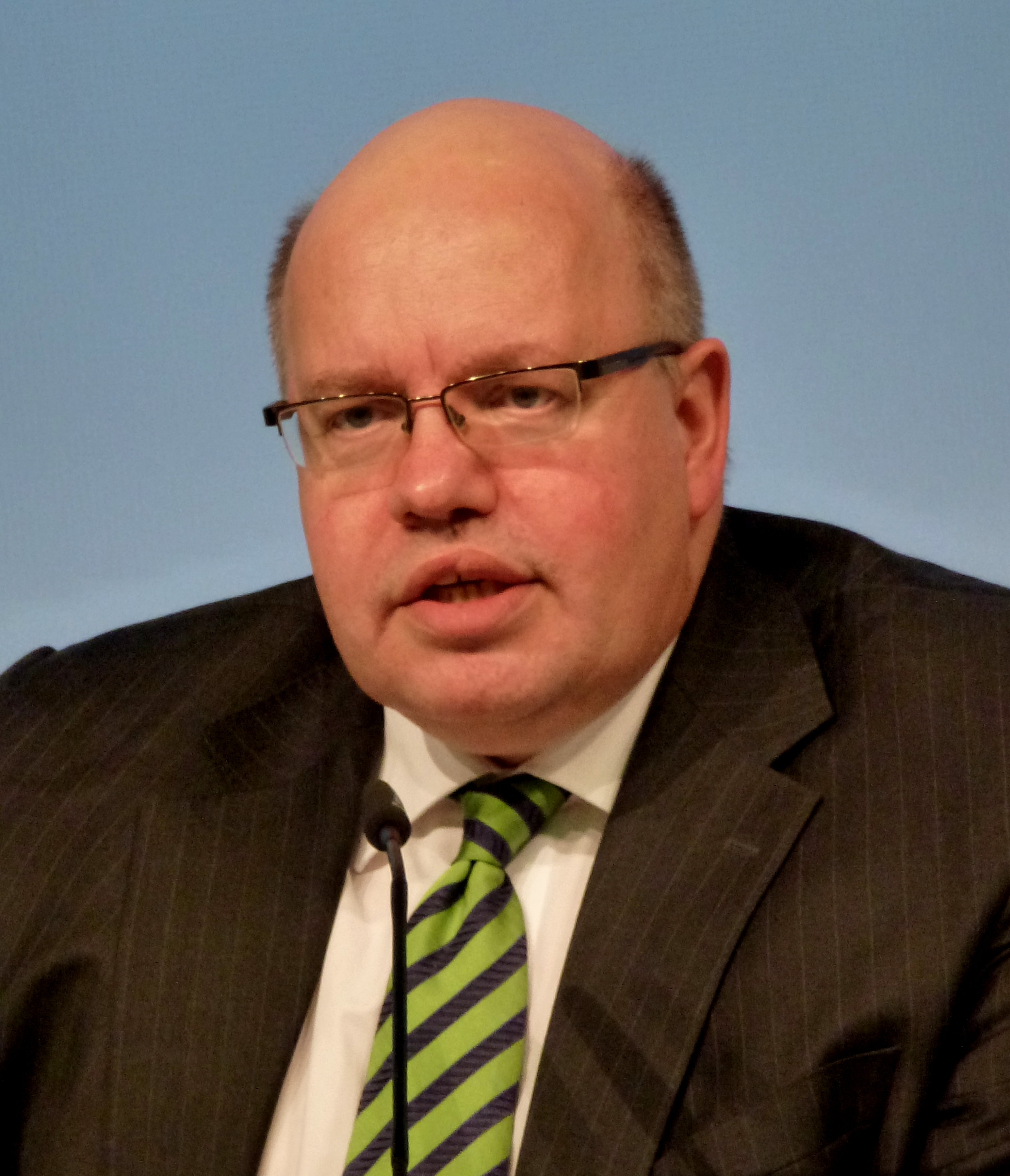

페터 알트마이어(Peter Altmaier, 1958년 6월 18일 ~ )는 독일의 정치인이다. 2013년 12월부터 독일 총리실장, 독일 연방특임장관을 맡고 있다. 이전에는 환경원자력부 장관이었다. 메르켈 총리가 가장 신뢰하는 최측근 중의 한 명이며, "타협하는 스타일"이 매우 호평받고 있다. 종교는 천주교, 독신이다.

## 경력
독일어, 영어, 프랑스어가 유창하다. 18세인 1976년부터 기민당 당원이다. 36세 때 1994년 독일 총선에서 독일 하원의원으로 당선되었다.

## 직위
2013년 12월 앙겔라 메르켈 총리의 3기 내각은 그를 독일 총리실장, 독일 연방특임장관에 임명했다. 독일 정보기관들의 모든 정보를 통합 조정하는 조정관이다. 2015년 10월, 시리아 난민 사태가 터지자, 메르켈 총리는 난민 업무의 최종 처리권한을 부여했다.

## 관련뉴스
2012년 5월 13일, 기민당이 노르트라인-베스트팔렌주 지방선거에서 역대 최저 득표율로 참패했다. 주총리 후보로 출마했고, 메르켈 총리의 후계자로까지 꼽혀온 노르베르트 뢰트겐 환경부 장관이 선거 참패의 책임을 지고 경질됐다. 페터 알트마이어 기민당 원내총무가 환경부 장관으로 임명되었다.
2013년 12월, 메르켈 총리의 3기 내각은 로날트 포팔라 총리실장을 경질하고, 기민당 소속 페터 알트마이어 환경부 장관을 총리실장에 임명했다.
2014년 10월 4일, 독일 정부가 독일연방정보국(BND)의 31세 남성인 비밀요원을 체포했다. 러시아의 이중스파이라고 의심해 덫을 놓아 체포했는데, 러시아와 미국 CIA에 동시에 사주된 것이 밝혀졌다. 그러나 존 브레넌 CIA 국장과 존 에머슨 독일 주재 미국대사는 독일 측의 해명 요청에도 확답을 주지 않았고, 재발방지 약속조차 하지 않았다. 10일 메르켈 총리는 토마스 데 마이치에레 내무장관, 프랑크-발터 슈타인마이어 외무장관, 페터 알트마이어 총리실장과 긴급통화를 갖고서, ‘초강력 대응’으로 의견을 모았고, 기피인물 지정(페르소나 논 그라타) 같은 외교적 절차 없이 곧바로 CIA 베를린 지부장에게 출국을 요구했다. 독일 정보기관들의 모든 업무는 총리실장이 총괄 조정하고 있다.
2015년 7월 2일, 미국 NSA가 메르켈 총리의 휴대전화까지 도청해 왔다는 위키리크스의 폭로와 관련, 페터 알트마이어 독일 총리실장이 존 에머슨 독일 주재 미국 대사를 초치했다. "독일 법 준수는 양보할 수 없는 부분이며, 위법이 확인되면 기소할 것"이라고 경고했다.
2015년 10월 7일, 시리아 난민 사태로 난민업무의 주무부서인 토마스 데메지에르 독일 내무장관의 대처가 비난을 받고 메르켈 총리의 지지도가 급락하자, 메르켈 총리는 페터 알트마이어 독일 총리실장에게 난민업무를 총괄 조정하는 조정관 권한을 부여했다.
2016년 2월 26일, 페터 알트마이어 독일 총리실장은 저커버그 페이스북 CEO를 만나 페이스북에서 이민자나 무슬림 등을 겨냥한 증오성 게시물 삭제에 적극적으로 나서는 방안을 협의했다.